# Chariesthes socotraensis
Chariesthes socotraensis là một loài bọ cánh cứng trong họ Cerambycidae.